# ウィル・サンプソン
ウィル・サンプソン（Will Sampson、1933年9月27日 - 1987年6月3日）は、アメリカ合衆国の映画俳優、画家。オクラホマ州オクマルギー出身。マスコギー族。

## 経歴
1975年の『カッコーの巣の上で』で、寡黙なネイティヴ・アメリカン「チーフ」を演じて注目される。
1977年にテレビ映画『リレントレス・若妻誘拐』の敏腕刑事サム役で初主演。
1979年には『Fish Hawk』(日本未公開)で映画でも初主演を果たしている。
画家でもあり、クリーク族の人たちを描いた大きな絵画が、オクマルギーの Creek Council House Museum に展示されている。
1987年、心臓手術からの併発症により死去。

## 主な出演作品
- 『カッコーの巣の上で』（1975年）
- 『クレイジー・ママ』（1975年）※クレジットなしカメオ出演
- 『アウトロー』（1976年）
- 『ビッグ・アメリカン』（1976年）
- 『ホワイト・バッファロー』（1977年）
- 『オルカ』（1977年）
- 『リレントレス・若妻誘拐』（1977年) ※テレビ映画
- 『ベガス』（1978年）※テレビシリーズ（サブレギュラー出演）
- 『地上より永遠に』（1979年）※テレビシリーズ版
- 『脱獄アルカトラズ』（1979年）※テレビ映画
- 『マリリンとアインシュタイン』（1985年）
- 『メグ・ライアンのワイルド・サイド』（1985年）※テレビドラマ（ゲスト出演）
- 『ポルターガイスト2』（1986年）
- 『ファイアーウォーカー』（1986年）

※吹き替えは細井重之と塩見竜介がそれぞれ数回アテている。